# 1900 en Colombie-Britannique
Chronologie de la Colombie-Britannique
- 1896
- 1897
- 1898
- 1899
- 1900
- 1901
- 1902
- 1903
- 1904

Cette page concerne des événements qui se sont produits durant l'année 1900 dans la province canadienne de Colombie-Britannique.

## Politique

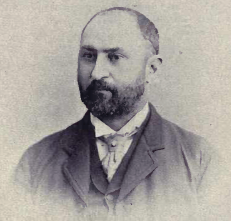
Joseph Martin

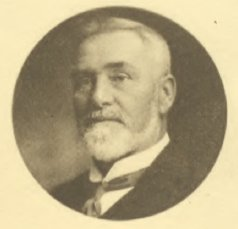
James Dunsmuir

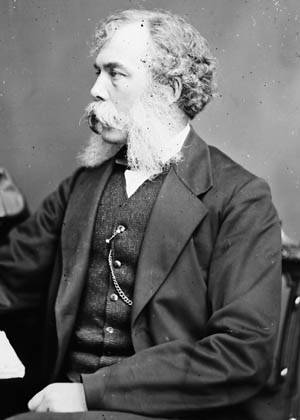
Henri-Gustave Joly de Lotbinière

- Premier ministre : Charles Augustus Semlin puis Joseph Martin puis James Dunsmuir.
- Chef de l'Opposition :
- Lieutenant-gouverneur : Thomas Robert McInnes puis Henri-Gustave Joly de Lotbinière
- Législature :

## Événements
- 27 février : Charles Augustus Semlin est démis de ses fonctions de premier ministre de la Colombie-Britannique.
- 28 février : Joseph Martin devient premier ministre de la Colombie-Britannique.
- 15 juin : James Dunsmuir devient premier ministre de la Colombie-Britannique, remplaçant Joseph Martin.

## Naissances
- 6 septembre: W.A.C. Bennett, premier ministre de la Colombie Britannique.